# Andrew Bongiorno
Andrew Bongiorno (* 12. Mai 1986) ist ein australischer Schauspieler und Synchronsprecher.

## Leben
Bongiorno spricht Englisch und Italienisch. 1999 begann er sein Schauspielstudium an der Western Australian Academy of Performing, dass er 2001 mit dem Bachelor of Arts abschloss. Zu Beginn des 21. Jahrhunderts startete er in Australien als Bühnenschauspieler. Erste Fernsehrollen erhielt er im Jahr 2009 in den Fernsehserien Rush und Satisfaction. 2014 verkörperte er im Low-Budget-Film Mega Shark vs. Mechatronic Shark die Rolle des Captain Perkins. Im selben Jahr stellte er mit der Rolle des Adrian im Film Bachelor Night: Auf nach Vegas! eine der Hauptrollen dar. 2015 wirkte er in sechs Episoden der Fernsehserie True Nightmares in der Rolle des Herb Baumeister mit. Als Episodendarsteller folgten Besetzungen unter anderen in den Fernsehserien Navy CIS: L.A., Navy CIS, Lethal Weapon und Narcos: Mexico. 2020 war er im Computerspiel Mafia: Definitive Edition als Synchronsprecher zu hören.

## Filmografie (Auswahl)
- 2009: Rush (Fernsehserie, Episode 2x09)
- 2009: Satisfaction (Fernsehserie, Episode 3x02)
- 2010: The Good Neighbour (Kurzfilm)
- 2011: The Cup
- 2013: Normal ist anders (Finding Normal, Fernsehfilm)
- 2013: High Tide (Kurzfilm)
- 2013: The Book of Daniel
- 2013: The Impaler
- 2013: Not Hear (Kurzfilm)
- 2014: Mega Shark vs. Mechatronic Shark (Mega Shark vs. Mecha Shark)
- 2014: Tabloid (Fernsehdokuserie, Episode 1x04)
- 2014: Patterns of Attraction
- 2014: Cash oder Trash? Pfandleihe Deluxe (Beverly Hills Pawn, Fernsehserie, Episode 3x13)
- 2014: Fatales Vertrauen – Dem Mörder so nah (Unusual Suspects, Fernsehdokuserie, Episode 6x12)
- 2014: Trautes Heim, Mord allein (Blood Relatives, Fernsehdokuserie, Episode 3x08)
- 2014: Bachelor Night: Auf nach Vegas! (Bachelor Night)
- 2014: Navy CIS: L.A. (NCIS: Los Angeles, Fernsehserie, Episode 6x06)
- 2014: My Crazy Ex (Fernsehserie)
- 2015: Wait
- 2015: Navy CIS (NCIS, Fernsehserie, Episode 12x19)
- 2015: Aberration (Kurzfilm)
- 2015: True Nightmares (Fernsehserie, 6 Episoden)
- 2016: Mistresses (Fernsehserie, Episode 4x03)
- 2016: Live by Night
- 2017: Lethal Weapon (Fernsehserie, Episode 2x02)
- 2018: Olivia Newton-John: Dir hoffnungslos ergeben (Olivia Newton-John: Hopelessly Devoted to You, Fernsehzweiteiler)
- 2018: Soundwave
- 2019: I Am Alive (Kurzfilm)
- 2019: Bennett’s War
- 2020: Narcos: Mexico (Fernsehserie, Episode 2x08)
- 2020: Killers Anonymous – Traue niemandem (Anonymous Killers)
- 2020: Nachbarn (Fernsehserie, 2 Episoden)
- 2021: Wentworth (Fernsehserie, Episode 9x10)
- 2022: La Brea (Fernsehserie, Episode 2x06)

## Synchronisationen (Auswahl)
- 2014: Free! (Zeichentrickserie, Episode 2x12)
- 2020: Mafia: Definitive Edition (Computerspiel)

## Theater (Auswahl)
- 2000: Lysistrata, Regie: Coleen McCullough, WAAPA
- 2001: The World Goes Round, Regie: Nancye Hayes, WAAPA
- 2001: Working, Regie: Nick Enright, WAAPA
- 2002: The Diary of Anne Frank, Regie: Julian Oldfield, BNT
- 2002: Hamlet, Regie: Tim Elston, CTC
- 2003: The Seagull, Regie: Reece McConoughy, SPC
- 2005: A Streetcar Named Desire, Regie: Marcelle Schmidt, BSTC
- 2006: The Night Club Singer, Regie: Hamza Mohsin, Hooligans
- 2008: Much A Do About Nothing, Regie: Youarn Bell, Green CYV
- 2009: Fred, Regie: Kevin Hopkins, The Shift Theatre Co.
- 2010: The Red & The Black, Regie: Greg Carrol, The Stork Theatre Co.
- 2010: King Henry VIII, Regie: Andrew Blackman, Complete Works Theatre Co.
- 2010: A Midsummer Nights Dream, Regie: Glenn Elston, Australian Shakespeare Co.
- 2011: The Comedy of Errors, Regie: Glenn Elston, Australian Shakespeare Co.
- 2022: The Wind in the Willows, Regie: Glenn Elston, Australian Shakespeare Co.
- 2022: A Midsummer Mechanical’s Dream